# Kanton Argenteuil-Est
Der Kanton Argenteuil-Est war von 1976 bis 2015 ein französischer Wahlkreis im Arrondissement Argenteuil, im Département Val-d’Oise und in der Region Île-de-France. Er bestand aus einem Teil der Stadt Argenteuil.

## Bevölkerungsentwicklung
| 1990   | 1999   | 2011   |
| ------ | ------ | ------ |
| 33.248 | 33.780 | 38.236 |